# Hoyerswerda
Hoyerswerda, in lusaziano superiore Wojerecy, in lusaziano inferiore Wórjejce, è una città di 31 356 abitanti della Sassonia, in Germania. Appartenente al circondario (Landkreis) di Bautzen, Hoyerswerda si fregia del titolo di "Grande città circondariale" (Große Kreisstadt).

## Geografia fisica
È situata nella Lusazia, una regione dove, oltre al tedesco, è diffusa la lingua sorba.
Hoyerswerda è molto vicina al circondario dello Spree-Neiße nel Brandeburgo, a meno di 20 km dalla città di Spremberg.
Il territorio comunale è attraversato dal fiume Elster Nera.

## Storia
La città, fino alla riforma circondariale della Sassonia, era extracircondariale, e targata HY. Dal 1º agosto 2008 è entrata a far parte del circondario di Bautzen.

## Società

### Evoluzione demografica
Abitanti censiti

## Amministrazione

### Gemellaggi
- Dillingen/ Saar, dal 1988[2]
- Huittinen, dal 1998[3]
- Distretto di Środa Wielkopolska, dal 2006[4]

Hoyerswerda intrattiene "relazioni intercittadine" (Städtebeziehung) con:
- Pforzheim, dal 1989[5]

## Galleria d'immagini

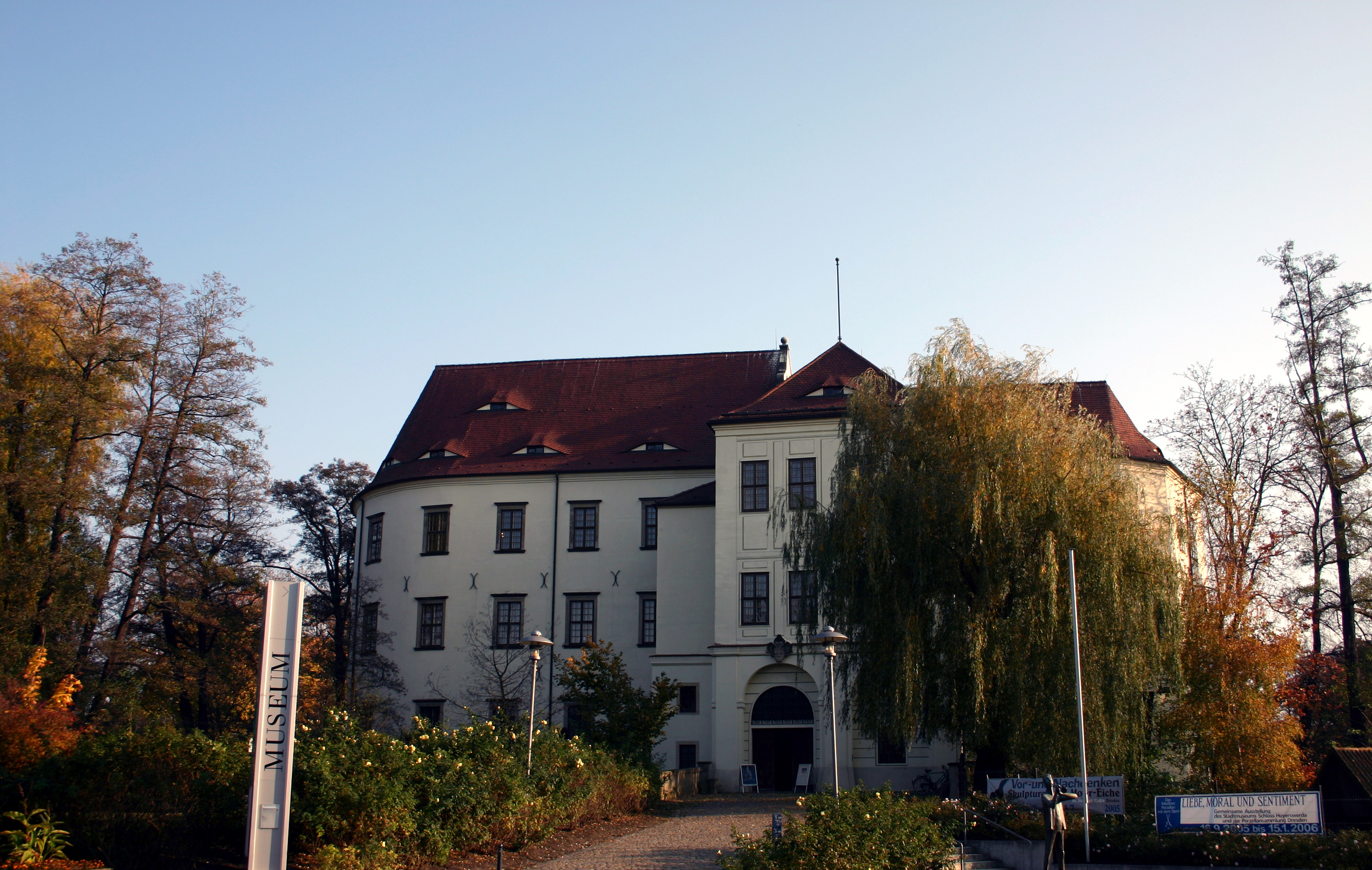
Castello
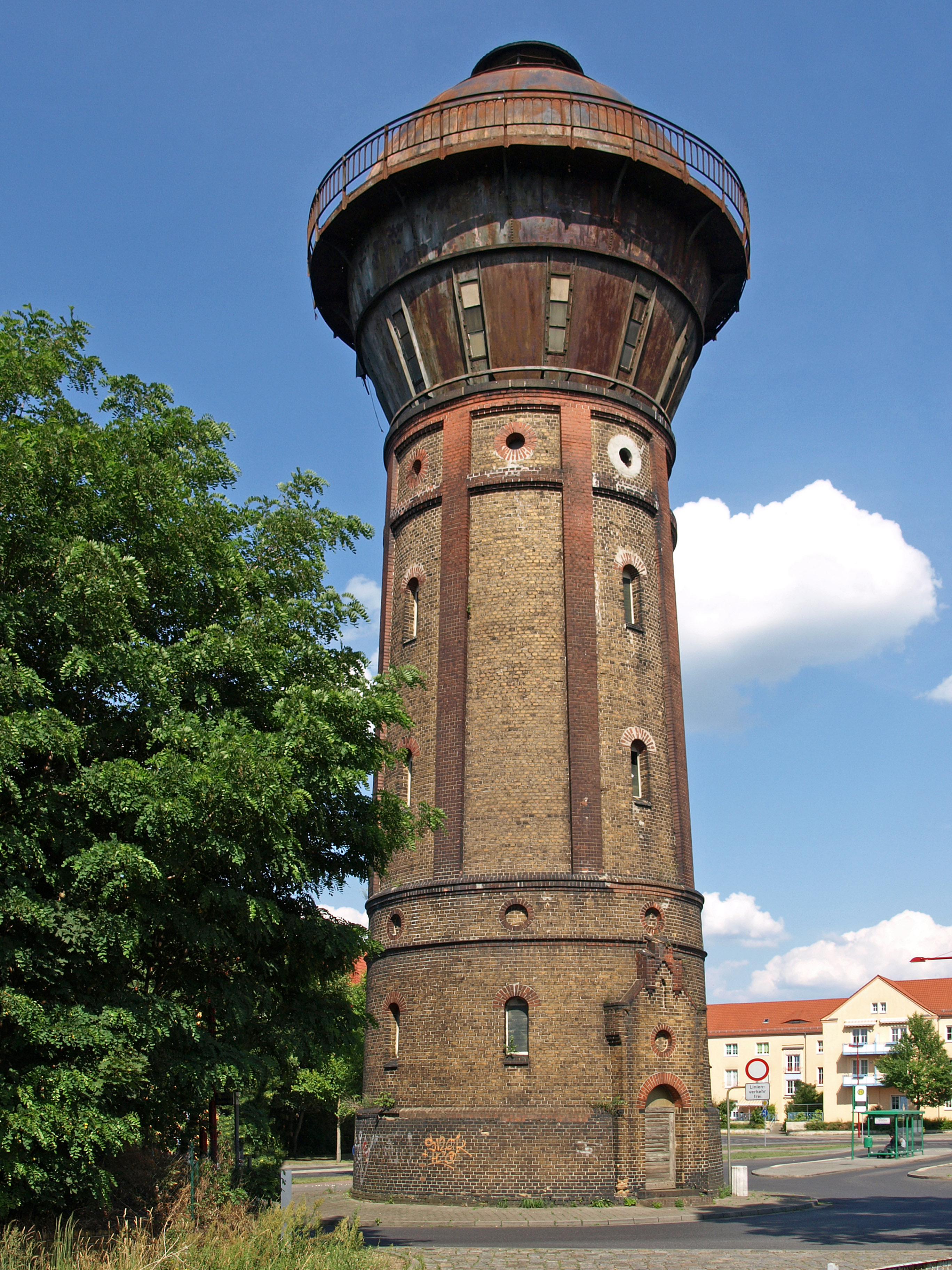
Torre dell'acqua
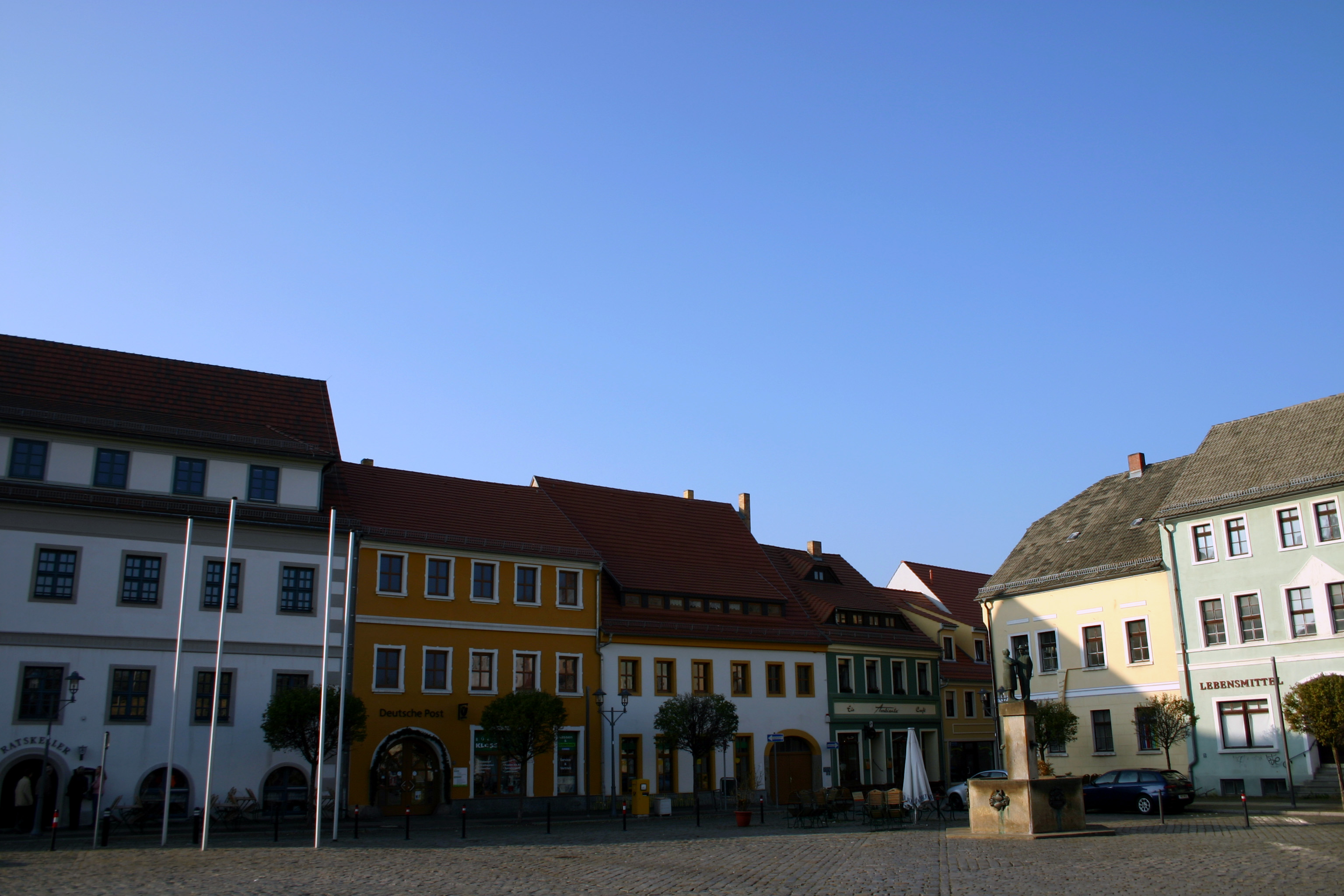
Marktplatz
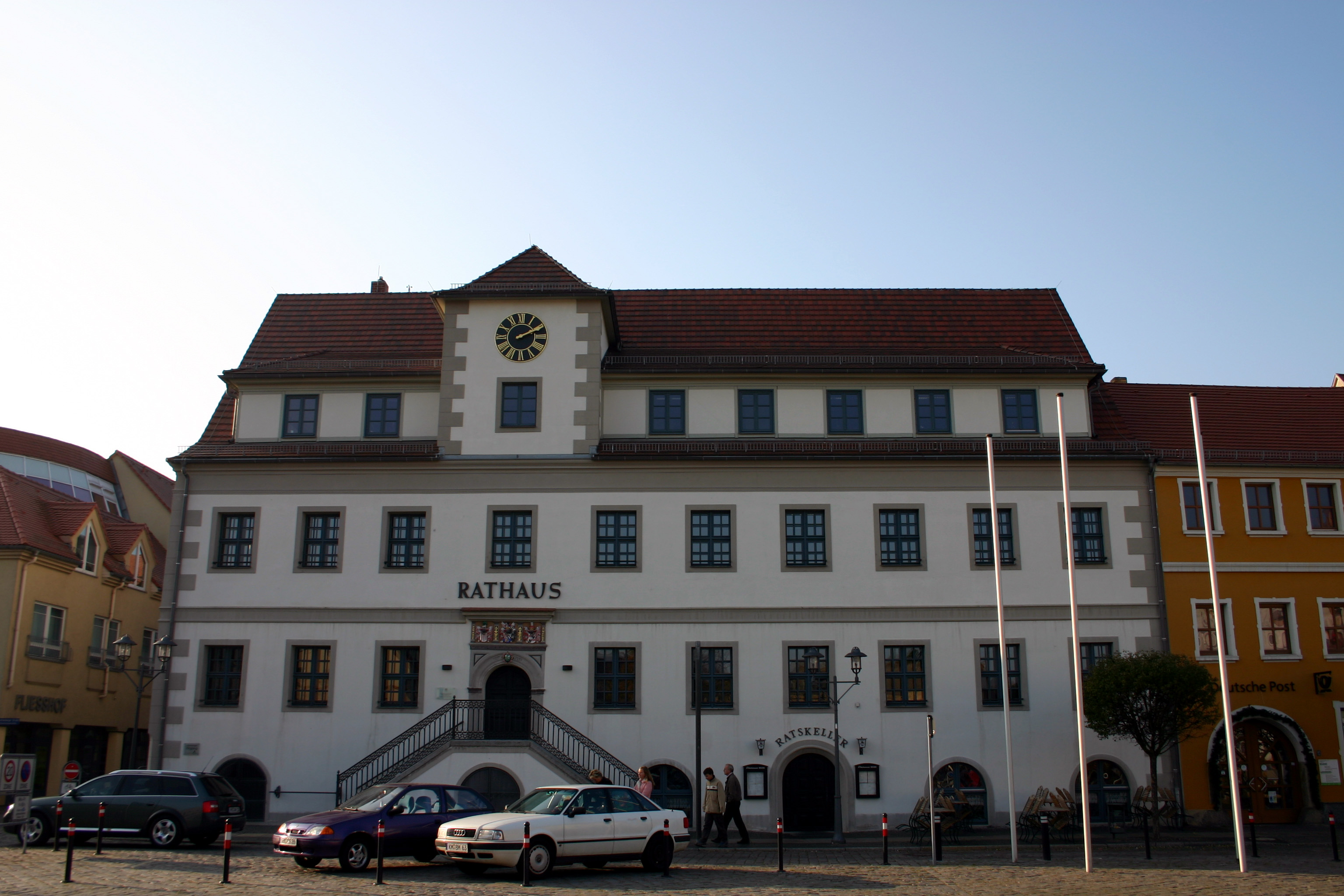
Municipio
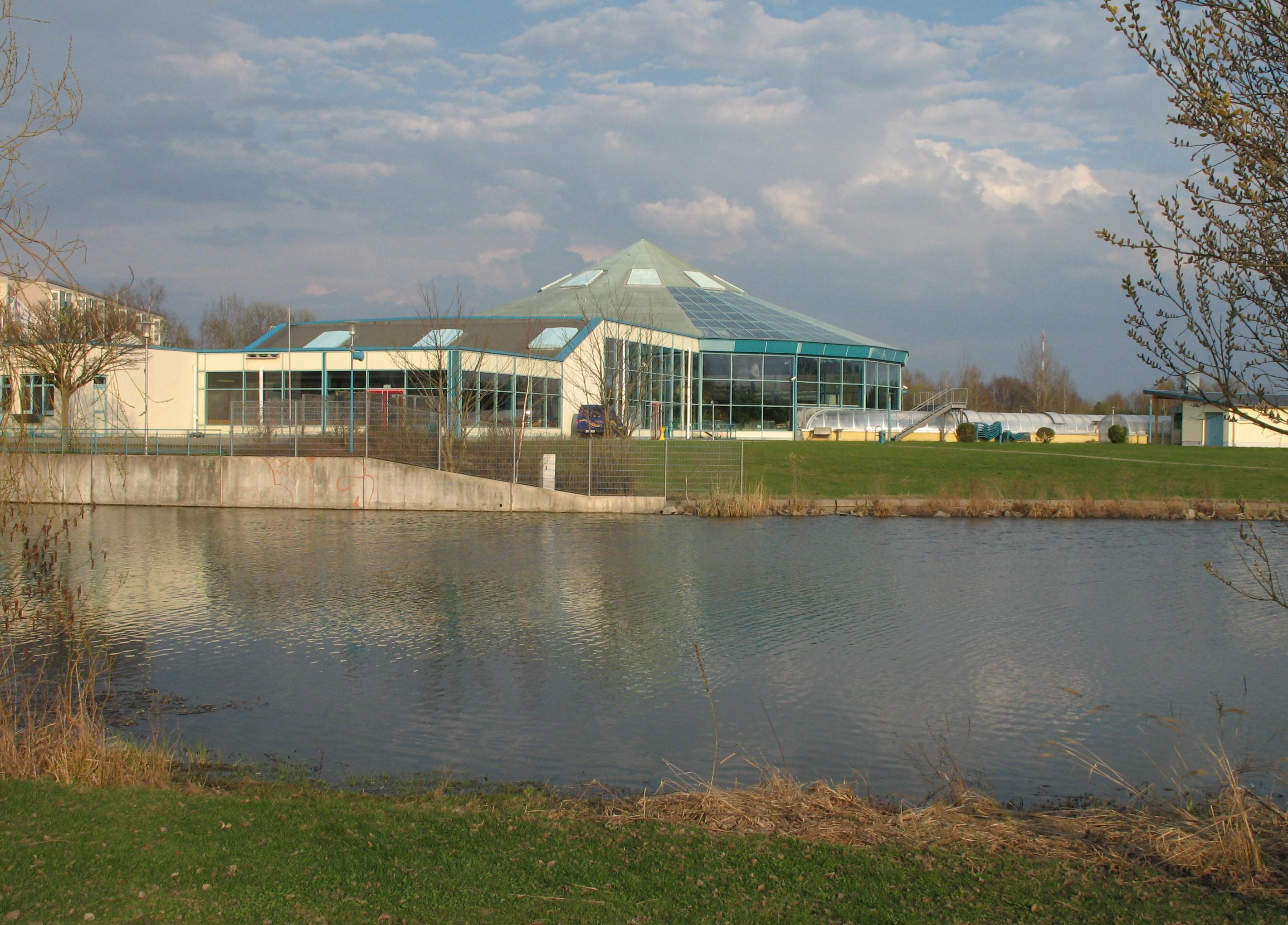
Laghetto